# Laurie R. King
Pour les articles homonymes, voir King.
Laurie R. King est une romancière américaine, née le 9 septembre 1952 à Oakland, en Californie.
Elle est l'auteur de romans policiers, notamment d'une série de pastiches des aventures de Sherlock Holmes.

## Biographie
Elle suit les cours de l'université de Californie à Santa Cruz, reçoit un diplôme en théologie de la Graduate Theological Union, puis épouse un professeur de théologie de trente ans son aîné.
Dans son premier roman, intitulé A Grave Talent (1993), elle met en scène Kate Martinelli, une inspectrice lesbienne de la police de San Francisco. Ce livre reçoit le prix Edgar-Allan-Poe du meilleur premier roman en 1994. Martinelli connaît quatre nouvelles aventures, dont la dernière, The Art of Detection, reçoit le prix Lambda Literary du meilleur roman policier lesbien en 2006. Les trois premiers titres ont été traduits en France aux éditions Albin Michel.
Elle commence en 1994 une seconde série consacrée à Mary Russell, « une jeune orpheline à l'intelligence aiguë, mais marquée par un drame familial », qui est aidée dans ses enquêtes par un Sherlock Holmes à la retraite. Leur première aventure, d'abord intitulée Sherlock Holmes et l'Apicultrice, puis rééditée en français sous le titre Sacrifier une reine (The Beekeeper's Apprentice, 1994), raconte comment Mary Russell, étudiante en théologie en vacances dans le Sussex rencontre Sherlock Homes. Ce vieux détective forme sa jeune invitée aux techniques de l'investigation et leur collaboration est de suite mise à rude épreuve afin « d'éviter le piège mortel que leur concocte la fille du défunt professeur Moriarty ». Évitant la monotonie des redites, la série sait habilement se renouveler et est récompensée, en cours de parution, par de nombreux prix et nominations littéraires. En 1997, dans Le Testament de Marie-Madeleine (A Letter of Mary), troisième titre de la série, un archéologue est assassiné après avoir découvert un document biblique qui remet en cause certains dogmes religieux. En 2004, dans The Game, les deux héros se rendent en Inde pour sauver le Kim du roman éponyme de Rudyard Kipling, désormais adulte.
En 2004, sous le nom de plume Leigh Richards, Laurie R. King publie Califia's Daughters, un roman de science-fiction. 
En 2007, elle amorce une nouvelle série policière consacrée à l'agent Harris Stuyvesant.
Elle réside à Watsonville en Californie où elle poursuit sa carrière de romancière.

## Œuvre

### Romans

#### SérieKate Martinelli
- A Grave Talent (1993) Publié en français sous le titre Un talent mortel, traduction de Dominique Peters, Paris, Albin Michel, coll. Spécial Suspense, 1996, réédition Paris, Pocket no 10297, 1998.
- To Play the Fool (1995) Publié en français sous le titre Le Jeu du fou, traduction de Jacqueline Lahana, Paris, Albin Michel, 1997, réédition Paris, Pocket no 10391, 1999.
- With Child (1996) Publié en français sous le titre Kidnapping, traduction de Jacqueline Lahana, Paris, Albin Michel, coll. Spécial Police, 2000.
- Night Work (2000)
- The Art of Detection (2006)

#### SérieMary Russell et Sherlock Holmes
- The Beekeeper's Apprentice (1994) Publié en français sous le titre Sherlock Holmes et l'Apicultrice, traduction de Claude Seban, Paris, Ramsay, 1998, réédition de la même traduction sous le titre Sacrifier une reine, Neuilly-sur-Seine, M. Lafon, 2003.
- A Monstrous Regiment of Women (1995) Publié en français sous le titre Le Cercle des héritières, traduction de François Thibaux, Neuilly-sur-Seine, M. Lafon, 2004.
- A Letter of Mary (1997) Publié en français sous le titre Le Testament de Marie-Madeleine, traduction de François Thibaux, Neuilly-sur-Seine, M. Lafon, 2006.
- The Moor (1998)
- O Jerusalem (1999)
- Justice Hall (2002)
- The Game (2004)
- Locked Rooms (2005)
- The Language of Bees (2009)
- The God of the Hive (2010)
- Beekeeping for Beginners (2011)
- Pirate King (2011)
- Garment of Shadows (2012)
- Mrs Hudson's Case (2012)
- The Mary Russell Companion (2014)
- Mary's Christmas (2014)
- Dreaming Spies (2015)
- The Murder of Mary Russell (2016)
- Mary Russell’s War and Other Stories of Suspense (2016) [recueil de nouvelles]
- Island of the Mad (2018)
- Riviera Gold (2020)
- The Lantern’s Dance (2024)
- Knave of Diamonds (2025)

#### SérieAnne Waverley
- A Darker Place ou The Birth of a New Moon (1999) Publié en français sous le titre Hantises, traduction d'André Dommergues, Paris, Ramsay, coll. Terra Incognita, 2003.

#### SérieRae Newborn
- Folly (2001)

#### SérieHarris Stuyvesant et Bennett Grey
- Touchstone (2007)
- The Bones of Paris (2013)

#### Autres romans
- Naked Came the Phoenix (2001), roman écrit en collaboration avec une douzaine d'écrivains, dont Nevada Barr, Val McDermid, Lisa Scottoline, Anne Perry et Nancy Pickard
- Keeping Watch (2003)
- Califia's Daughters (2004), publié sous le pseudonyme de Leigh Richards
- Back to the Garden (2022)

### Nouvelles
- Hellbender (2013)
- Mila's Tale (2014)

### Essais
- The Arvon Book of Crime Writing (2012) (avec Michelle Spring)
- Crime and Thriller Writing: A Writers' & Artists' Companion (2012), en collaboration avec Michelle Spring
- Laurie R. King's Sherlock Holmes (2013)
- My Thesis Being ... (2013)

## Prix et distinctions

### Prix
- Prix Edgar-Allan-Poe 1994 du meilleur premier roman pour A Grave Talent[2]
- CWA New Blood Dagger (en) 1995 du meilleur premier roman pour A Grave Talent[3]
- Prix Nero 1996 du meilleur roman pour A Monstrous Regiment of Women[4]
- Prix Macavity 2002 du meilleur roman pour Folly[5]
- Prix Lambda Literary 2006 du meilleur roman policier lesbien pour The Art of Detection
- Prix Agatha 2015 du meilleur roman historique pour Dreaming Spies[6]
- Grand Master Award 2022[2]

### Nominations
- Prix Macavity 2019 du meilleur roman policier historique pour Island of the Mad[5]
- Prix Sue Grafton 2021 pour Riviera Gold[7]
- Prix Lefty 2023 du meilleur roman pour Back to the Garden[8]
- Prix Macavity 2023 du meilleur roman policier pour Back to the Garden[5]
- Prix Lefty 2025 du meilleur roman policier historique pour The Lantern’s Dance[8]
- Prix Anthony 2025 du meilleur roman policier historique pour The Lantern’s Dance[9]